# Buena Vista (Iténez)
Buena Vista es una localidad fronteriza del noreste de Bolivia, ubicada a orillas del río Iténez, en la frontera con Brasil. Administrativamente se encuentra en el municipio de Magdalena de la provincia de Iténez en el departamento del Beni. A su vez, la comunidad se encuentra ubicada dentro del Territorio Indígena Itonama.
Al otro lado del río Iténez, se encuentra la localidad brasileña de Costa Marques, ubicada en el estado de Rondonia. Tiene una población de alrededor de 200 personas y que debido a su proximidad con Brasil, la mayoría de sus habitantes se dedican al intercambio comercial. Las casas de esta comunidad son especies de palafito de madera, construidas sobre las arenas del río Iténez, por lo que en épocas de lluvia corren el riesgo de ser afectadas por el agua.
En Buena Vista se encuentra la Capitanía de Puerto Menor "Buena Vista" de la Armada Boliviana.

## Historia
La comunidad fue fundada el 15 de julio de 1991.
El 24 de junio de 2019, la comunidad de Buena Vista sufrió un incendio de magnitud que consumió un total de 16 casas, además de la iglesia, y dejó unas 19 personas sin viviendas. Marineros e instructores de la Capitanía de Puerto Menor de Buena Vista ayudaron a evacuar las casas afectadas por el fuego.